# Pasa

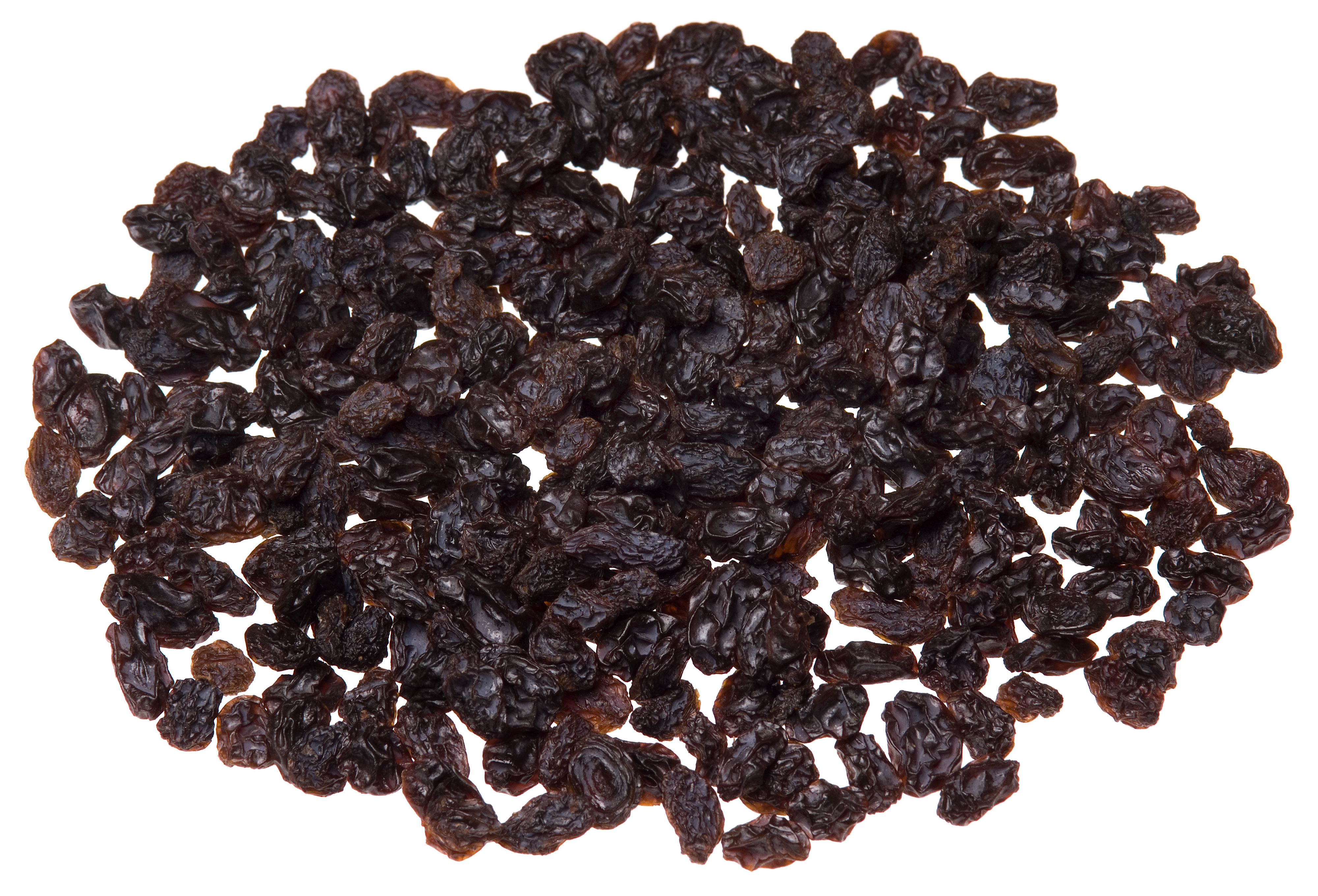
Pasas realizadas con una variedad de uva tinta.

Las uvas pasas, pasas de uva, o simplemente pasas (también pansas) son uvas deshidratadas. Muchos platos las llevan, como los tamales dulces, los rollos de canela y el picadillo dulce.
Por su pequeño tamaño se le denomina con el diminutivo pasita. En algunas regiones de España, las pasas también son llamadas acebibes, nombre de origen árabe andalusí que antiguamente era de uso mayoritario.
Esta fruta seca se produce en muchos países del mundo y puede ser comida cruda o empleada en platos, pasteles y repostería. Resulta beneficiosa para el cuerpo al ayudar a resolver problemas intestinales como el estreñimiento, y ralentiza el envejecimiento prematuro de la piel al contener antioxidantes.

## Variedades

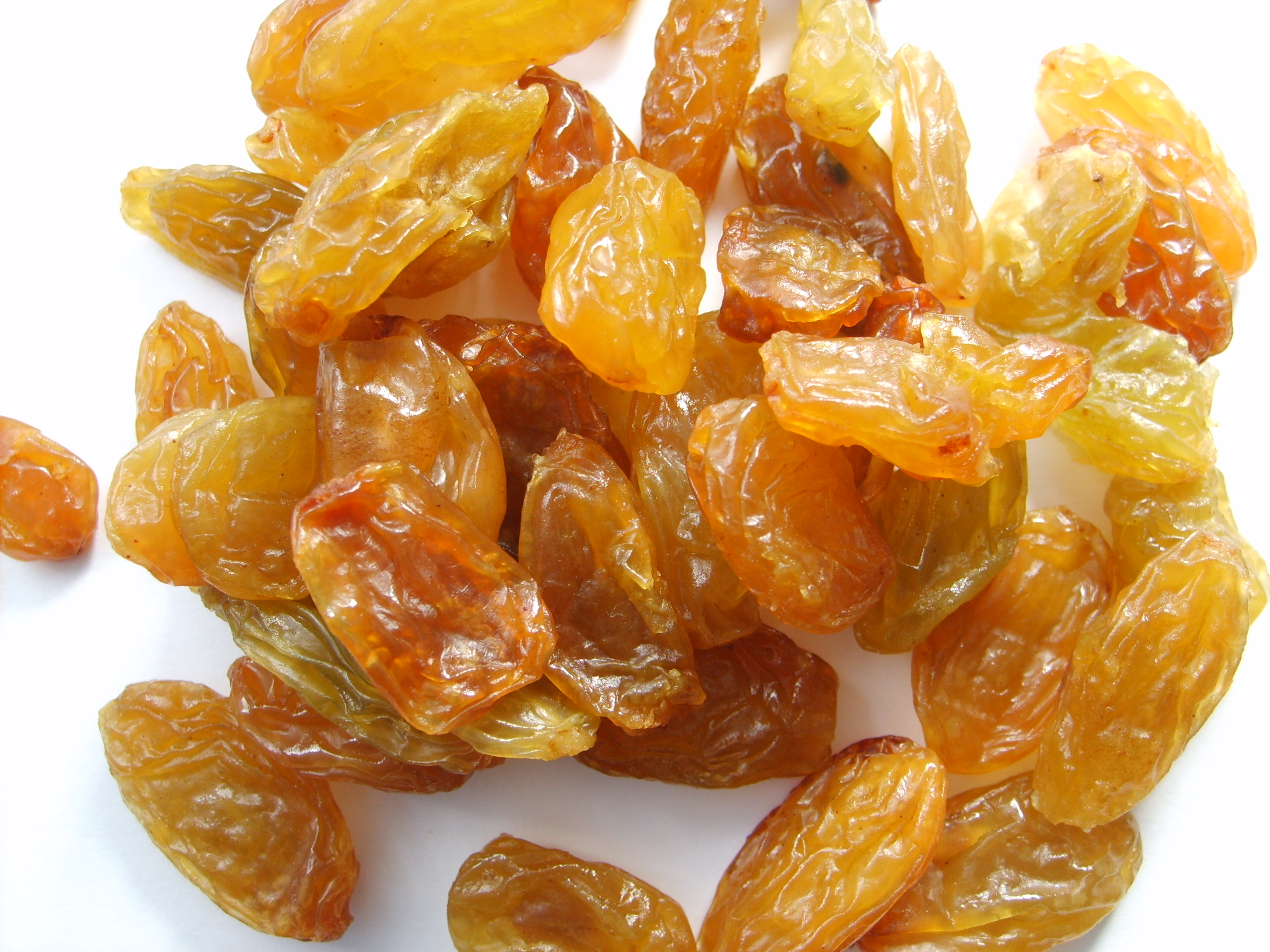
Pasas realizadas con uvas de la variedad sultanina.

Las características de la uva pasa dependen de la especie de uva empleada para producirla. Las hay verdosas, negras, marrones, azuladas, moradas y amarillas. Entre las variedades de uva sin semillas está la sultanina, la corinto y la flame seedless.

## Valor nutricional
Las uvas pasas o pasas de uva pueden contener un 72 % de azúcares, la mayor parte de los cuales son fructosa y glucosa. Contienen, aproximadamente, un 10 % de agua, un 3 % de proteínas y entre un 3,7 y 6,8 % de fibra. Las uvas pasas, al igual que las ciruelas pasas y los albaricoques, contienen un alto contenido en antioxidantes, pero tienen un nivel más bajo de vitamina C del que tiene esta fruta fresca. Las uvas pasas son bajas en sodio y no contienen colesterol.
Un estudio del Colegio Americano de Cardiología, presentado en su 61 sesión anual, en 2012, sugiere que, los individuos con una presión arterial ligeramente elevada, pueden reducirla con el consumo rutinario de pasas (tres veces al día).
Las uvas pasas se pueden comer como un aperitivo nutritivo, rico en fibra dietética y carbohidratos, con un índice glucémico bajo, minerales, vitaminas y otros micronutrientes. Su contenido de grasa es bajo. El valor nutricional general de las pasas significa que se recomiendan como un aperitivo, tanto para el control de peso y para mantener la buena salud de las personas, ya que ayudan al control de la glucosa, el buen funcionamiento del sistema digestivo y la regulación de la presión arterial. La sustitución de aperitivos poco saludables por pasas puede mejorar los biomarcadores de los pacientes con diabetes tipo 2. La adopción de este hábito puede reducir la presión arterial diastólica y aumentar los niveles de antioxidantes en el plasma en pacientes con diabetes tipo 2.
Las pasas no deberían ser consumidas por perros, ya que son perjudiciales para sus riñones. La razón de esto no es conocida.

## Usos
Las pasas se emplean tanto para consumo simple a modo de aperitivo como también a manera de ingrediente en muchos postres como pudines, bollos, bizcochos (generalmente acompañadas de frutas confitadas), helados (de sabor a ron con pasas), etc.; así como también en platos fuertes principalmente en la gastronomía chilena  (pastel de choclo, empanada de pino, pastel de papas) y la gastronomía navideña venezolana (hallacas y pan de jamón). En España se utilizan uvas pasas para la elaboración del vino Pedro Ximénez.

## Producción
Las uvas pasas son producidas secando las uvas frescas. Para que una uva se seque, debe suprimirse el agua de las células de la uva desde el interior hasta la superficie, por donde dicha agua se evapora. No obstante, este proceso es complejo porque la piel de uva contiene cera en su cutícula para evitar que el agua pase a través de ella. Además, los mecanismos físicos y químicos situados en las capas exteriores de la uva están adaptados para evitar la pérdida de agua.
Hay tres pasos para la producción de uvas pasas que se comercializan: pretratamiento, desecado y procesos posteriores al desecado.

### Pretratamiento

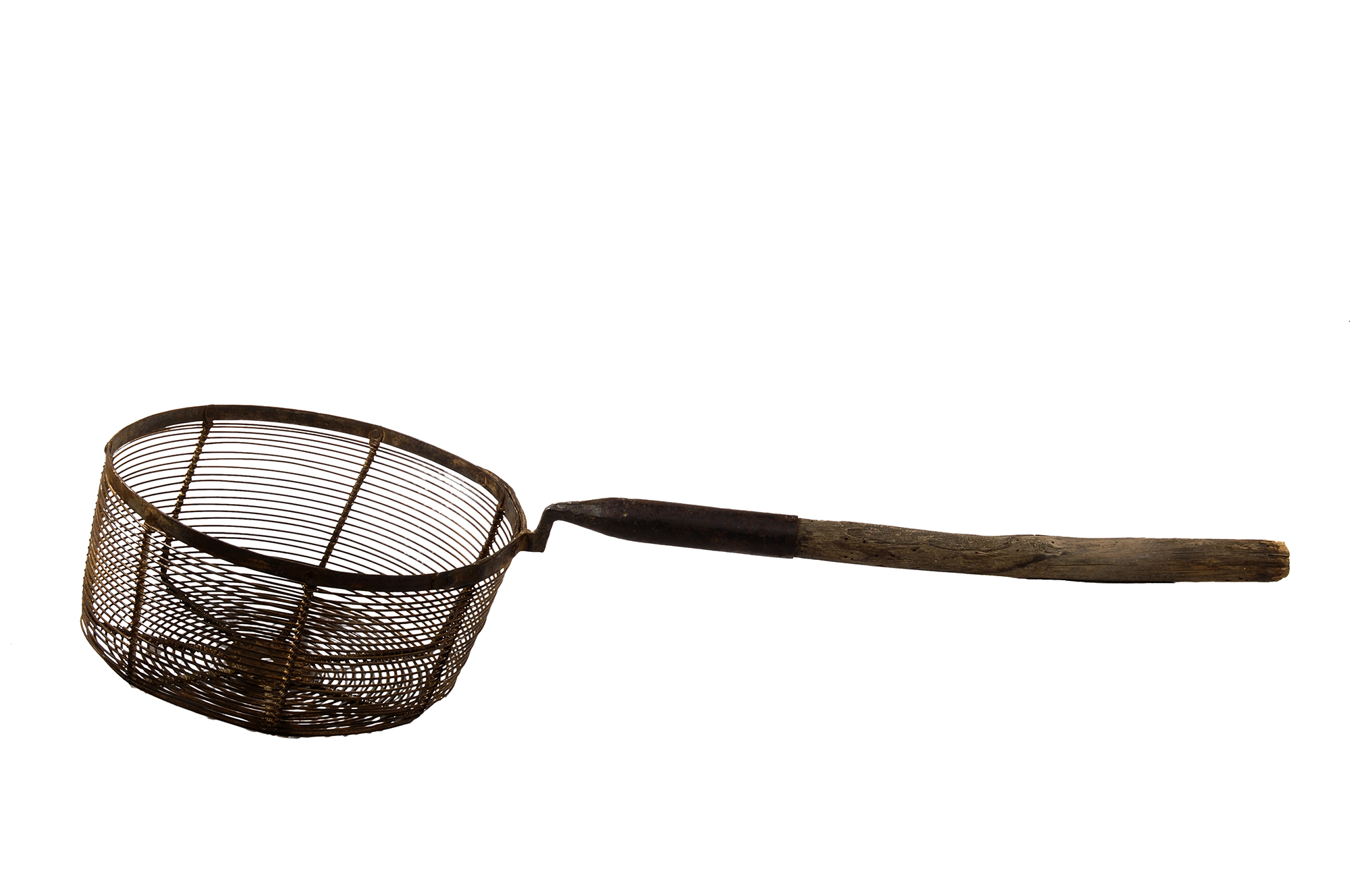
Útil tradicional para escaldar la uva utilizado en el norte de la provincia de Alicante. Museu Valencià d'Etnologia

El pretratamiento es un paso necesario en la producción de pasas para asegurar que el agua desaparece lo antes posible durante el proceso de secado. Un secado rápido disminuye la ratio de pasas marrones y ayuda a producir pasas más apetecibles. El método histórico de llevar a cabo este proceso en la cuenca del Mediterráneo y en Asia Menor era una emulsión en un baño seco de carbonato de potasio y ésteres etílicos de ácidos grasos. Este baño seco multiplica la ratio de pérdida de agua por dos o por tres. Recientemente se han desarrollado nuevos métodos, como la exposición de las uvas a emulsiones de aceite o a disoluciones alcalinas. Estos métodos aumentan la capacidad de transferencia de agua del interior al exterior de las uvas, aumentando la eficiencia del proceso de secado.

### Desecado
Los tres tipos de secado son: el secado al sol, el secado a la sombra y el secado mecánico.
El secado al sol es un proceso barato; no obstante, la contaminación ambiental, las infecciones de los insectos y el deterioro microbiano pueden producir uvas pasas de poca calidad. Además, el secado al sol es un proceso muy lento y puede no producir las uvas deseables. El secado mecánico debe hacerse en un ambiente más seguro y controlado, donde el secado rápido esté garantizado. Un modo de secado mecánico es el uso de calor de microondas. Las moléculas de agua de las uvas absorben las microondas y esto desemboca en una rápida evaporación. El calor de microondas suele producir pasas hinchadas.

### Procesos posteriores al desecado
Cuando el proceso de secado se ha terminado, las uvas son enviadas a plantas de procesamiento donde son limpiadas con agua y le son retirados los tallos y otros elementos. El proceso de lavado puede causar la rehidratación, por lo que posteriormente tiene lugar otro proceso para eliminar la humedad añadida.
Todos los pasos de la producción de las uvas pasas son muy importantes a la hora de determinar la calidad del producto. Algunas veces, se aplica dióxido de sulfuro a las uvas tras el pretratamiento y antes del secado para disminuir la creación de uvas marrones causada por la reacción entre el polifenol oxidasa y los compuestos fenólicos. El sulfuro de dióxido también ayuda a preservar el sabor y a prevenir la pérdida de ciertas vitaminas durante el proceso de secado. Las pasas de corinto tienen un índice glucémico moderado. Estas pueden ser consumidas en pequeñas cantidades incluso por pacientes diabéticos en lugar de los dulces para una dieta equilibrada. Los antioxidantes de las pasas pueden reducir el riesgo de tumores malignos de estómago y colon, ya que en una dieta equilibrada los antioxidantes pueden ayudar a mantener la salud del sistema digestivo.